# الجهیلی
ال-جهیلی یک منطقهٔ مسکونی در یمن است که در استان صنعا واقع شده‌است.